# 亀岡剛
亀岡 剛（かめおか つよし、1956年10月18日 - ）は、日本の実業家。元昭和シェル石油代表取締役社長兼グループ最高経営責任者。元出光興産代表取締役副会長。元石油連盟副会長。

## 人物・経歴
兵庫県出身。1979年関西学院大学経済学部卒業、シェル石油（のちの昭和シェル石油、現出光興産）入社。1987年エディンバラ大学経営大学院修了。2003年製品貿易部長。2005年理事近畿エリアマネージャー。2006年執行役員に昇格。2009年常務執行役員。2013年執行役員副社長石油事業COO。2014年執行役員石油事業COO。2015年から代表取締役社長兼CEOを務め、2018年には出光興産との間で同社の子会社化するかたちで経営統合を行うことで合意した。石油連盟副会長も務めた。2019年出光興産代表取締役副会長。2020年退任、出光興特別顧問。2021年川崎汽船社外取締役。2022年J-オイルミルズ取締役。2023年双日取締役。